# SSV Elspe
Der SSV Elspe (offiziell: Spiel- und Sportverein Elspe 1911 e. V.) ist ein Sportverein aus dem Lennestädter Stadtteil Elspe im Kreis Olpe. Die erste Fußballmannschaft nahm einmal am DFB-Pokal teil.

## Geschichte
Der Verein wurde im Jahre 1911 gegründet. Das erste Spiel der Vereinsgeschichte wurde gegen Edelweiß Grevenbrück mit 1:17 verloren. Während der 1920er Jahre nannte sich der Verein DJK Elspe und war im Spielbetrieb der Deutschen Jugendkraft involviert. Seit dem 28. Oktober 1945 trägt der Verein seinen heutigen Namen. Heimspielstätte der Fußballer ist seit 1961 die Wiesengrund-Sportstätte. Neben Fußball bietet der Verein auch Gymnastik, Mountainbike und Tennis an.
1955 verpasste die seinerzeit in der Kreisklasse spielende Mannschaft gegen den Landesligisten  TuS Eiringhausen die Qualifikation für den Westdeutschen Pokal. Drei Jahre später gelang der Aufstieg in die Bezirksklasse. Im Jahre 1977 erreichten die Elsper mit der Qualifikation für den DFB-Pokal ihren größten Erfolg. Die Mannschaft musste in der ersten Runde beim hessischen Landesligisten SC Gladenbach antreten und unterlag mit 1:2. 1985 schaffte der SSV den Aufstieg in die Landesliga Westfalen und erreichte mit dem dritten Rang in der Saison 1985/86 ihren sportlichen Zenit. In den folgenden Jahren ging es für den Verein sportlich bergab. Nach zwei Abstiegen in Folge rutschte die Mannschaft im Jahre 2008 in die Kreisliga B hinab. Seit dem Wiederaufstieg im Jahre 2010 spielt die Mannschaft in der Olper Kreisliga A.

## Persönlichkeiten
- Rudolf Pöggeler